# Tornoconia
Tornoconia is een geslacht van vlinders van de familie visstaartjes (Nolidae).

## Soorten
- T. artemis Viette, 1972
- T. mabillei Viette, 1972
- T. panda Viette, 1972
- T. royi Berio, 1966